# Квинт Цецилий Дентилиан
Квинт Цецилий Дентилиан (на латински: Quintus Caecilius Dentilianus) e политик и сенатор на Римската империя през 2 век.
През 167 г. той е суфектконсул заедно с Марк Антоний Палас (Pallas).